# Santuario de Nuestra Señora de Mellieħa
El Santuario de Nuestra Señora de Mellieħa (en maltés: Il-Madonna tal-Mellieħa) es un santuario mariano en la localidad de Mellieha en Malta.
Fue construido originalmente en el siglo XVI y contiene un fresco de estilo bizantino, que representa a la Santísima Virgen María con Cristo en su brazo derecho. La tradición local cuenta que el cuadro fue pintado por San Lucas, cuando naufragó en la isla de St. Paul, pero estudios recientes han demostrado que es una obra de principios del siglo XII.